# Bungaku Shōjo
Bungako Shōjo (文学少女 lit. La chica de los libros?) es una serie de novelas ligeras japonesas, escritas por Mizuki Nomura y con ilustraciones de Miho Takeoka. La serie se compone dieciséis volúmenes; ocho de los cuales son de la historia original, cuatro con historias cortas y otras cuatro que narran una historia aparte. Las novelas fueron publicadas entre abril de 2006 y abril de 2011 por Enterbrain bajo la imprenta Famitsu Bunko. Yen Press ha licenciado las novelas para su publicación en Estados Unidos, con el primer volumen siendo publicado en julio de 2010. Una película de anime producida por Production I.G fue estrenada en los teatros japoneses el 1 de mayo de 2010, y más adelante fue licenciada por Jointo para su lanzamiento en España.

## Argumento
La historia se centra en Konoha Inoue, uno de los dos miembros del club de literatura, él se unió poco después de haber entrado al instituto, a pesar de que la historia comienza cuando Konoha ya está en su segundo año de instituto. La otro miembro, y presidente del club es Touko Amano, una chica de tercer año que ama la literatura, Touko es una estudiante que le encanta comer historias que están impresas en papel, a veces le pide a Konoha escribirle historias cortas cómo "aperitivos".

## Personajes
Konoha Inoue (井上 心葉 Inoue Konoha?)
Seiyū: Miyu Irino
Konoha es un estudiante de segundo año y el protagonista, quién gana prominencia cuando escribió y firmó una novela de amor en una competición, la novela se iba a convertir en un best seller, pero desde que él usó como pseudónimo el nombre de una chica, nadie le conoce. Él entra al club de literatura al mismo tiempo que él conoce a la presidenta del club, Touko Amano.
Touko Amano (天野 遠子 Amano Tōko?)
Seiyū: Kana Hanazawa
Touko es una estudiante de tercer año y la presidente del club de literatura, siendo únicamente miembros ella y Konoha. Ella consume las páginas de historias como "aperitivo" y, a veces, le pide a Konoha que le escriba algo para comer.

## Media

### Novelas ligeras y libros
La serie de novelas ligeras de Book Girl están escritas por Mizuki Nomura, con ilustraciones hechas por Miho Takeoka. Las novelas comparten el título Book Girl, que es de dónde la serie consigue el nombre. La serie contiene 16 volúmenes: Ocho son de la historia original, cuatro con historias cortas y otras cuatro que narra una historia aparte. Las novelas fueron publicadas entre abril de 2006 y abril de 2011 por Enterbrain bajo la imprenta de Famitsu Bunko imprint. Yen Press licenció las novelas y empezó a sacarlas en inglés en América en julio del 2010. Hay cuatro adaptaciones del manga serializadas en la shonen Gangan Powered de Square Enix, en Gangan Joker, en Beans Ace de Shoten shôjo y en Monthly Asuka.
Las ocho novelas de la serie original fueron publicadas entre el 28 de abril de 2006 y el 30 de agosto de 2008. Las colección de cuatro historias cortadas fueron publicadas entre el 26 de diciembre de 2008 y el 25 de diciembre de 2010, varias de las historias cortas fueron previamente publicadas en la revista en línea de Enterbrain, FB Online. La colección de la historia aparte fueron publicadas entre el 30 de abril de 2009 y el 30 de abril de 2011. Las primeras tres novelas aparte forman parte de una misma historia, mientras que la última va por separado. Las novelas fueron publicadas por Enterbrain bajo la imprenta Famitsu Bunko. Yen Press licenció la serie de novelas ligeras y se estrenaron en Norteamérica en idioma inglés en julio de 2010.
Un artbook de 127 páginas titulado Galería de arte de Book Girl ("文学少女"の追想画廊(ガレリア・デ・アール)Bungaku Shōjo no Tsuisō Garō(Galeried'art)) fue publicado el 15 de diciembre de 2008 por Enterbrain. Junto a las ilustraciones, el libro también contenía una historia corta de Book Girl y comentarios de los creadores. Tres libros más fueron publicados el 21 de abril de 2010 por Enterbrain. Estos incluían otro artbook de 63 páginas llamado Arte de fantasía de Book Girl, un libro de guía de 159 páginas llamado Guía para Gourmets de Book Girl ("文学少女"のグルメな図書ガイド Bungaku Shōjo no Gourmet na Tosho Guide?), y una Guía de 111 páginas estrenado por la película titulado Book Girl Film Edition: Appetizer (劇場版"文学少女" -appetizer- Gekijōban Bungaku Shōjo -appetizer-?). La guía de la película venía junto a un DVD bonus que tenía comentarios de los productores, y vídeos de making-of. Otro artbook titulado Galería de Arte de Book Girl (“文学少女”の追想画廊2 Bungaku Shōjo no Tsuisō Garō 2 (Galerie d'art)?)  fue publicado el 30 de mayo de 2011 por Enterbrain. Nomura colaboró con Kenji Inoue (el autor de Baka to test to shoukanjuu) y Takaaki Kaima (el autor de Baka to Test to Shōkanjū) para producir tres historias en Collaboration Anthology 2: Book Girl asciende la escalera de las gárgolas y los idiotas (コラボアンソロジー2 "文学少女"はガーゴイルとバカの階段を昇る Corabo Ansorojī 2 Bungaku Shōjo wa Gāgoiru to Baka no Kaidan o Noboru?), publicado por Enterbrain el 30 de octubre de 2008.

### Manga
Se crearon cuatro adaptaciones al manga de Book Girl:
El primero, Book Girl y el mimo suicida (Book Girl and the Suicidal Mime ("文学少女"と死にたがりの道化 Bungaku Shōjo to Shinitagari no Piero?)), es ilustrado por Rito Kosaka y empezó a serializarse en agosto de 2008 publicándose en la revista shonen manga de Square Enix, Gangan Powered: El manga fue llevado al debut en mayo de 2009 publicado en la Gangan Joker de Square Enix después de que Gangan Powered no la continuó en abril de 2009 y se extenderá hasta noviembre de 2010. Tres volúmenes tankobon se publicaron entre el 24 de abril de 2009 y el 22 de diciembre de 2010 bajo la imprenta de Square Enix: Gangan Cómics Joker. 
Kosaka empezó otro manga llamado Book Girl y el espíritu famélico ("文学少女"と飢え渇く幽霊 Bungaku Shōjo to Uekawaku Gōsuto) en Gangan Joker en enero de 2011. El primer volumen del espíritu famélico salió el 22 de agosto de 2011, y tres volúmenes han sido sacados hasta el 22 de febrero de 2013.
El tercer manga titulado Book Girl y la receta deliciosa ("文学少女"と美味しい噺 Bungaku Shōjo to Oishii Reshipi"), es ilustrado por Akira Hiyoshimaru, los 4 primeros capítulos fueron serializados en la revista shojo de Kadokawa Shoten: Beans Ace, pero fue transferido a Monthly Asuka después de que Beans Ace la parara en la publicación de noviembre de 2009, más tarde, fue serializada entre septiembre de 2009 y abril del 2010 en Monthly Asuka. Dos volúmenes de La receta deliciosa fueron publicados el 26 de enero y el 26 de abril de 2010 bajo la imprenta de Asuka Comics DX de Kadokawa. 
Hiyoshimaru ilustró otro manga llamado Book Girl y el poeta enfermo de amor ("文学少女"と恋する詩人 Bungaku Shōjo to Koisuru Poet") en Monthly Asuka entre junio de 2010 y enero de 2011. Un único volumen salió el 26 de enero de 2011

### CD Drama y programa de radio
Un pack de seis drama CD fueron producidos por Lantis cubriendo tres historias en dos volúmenes cada uno. La adaptación de dos volúmenes de la primera novela ligera de Book Girl y el mimo suicida fueron publicadas el 21 de octubre y el 25 de noviembre de 2009. La adaptación de dos volúmenes de la segunda novela ligera Book Girl y el espíritu famélico fueron publicados el 24 de febrero y el 24 de marzo de 2010. La adaptación de dos volúmenes de la tercera novela ligera Book Girl y el idiota cautivo fueron publicados el 22 de septiembre y el 24 de noviembre de 2010.
Un programa de radio de Internet promovía Book Girl bajo el nombre de Radio Book Girl: El club de literatura de medianoche (ラジオ"文学少女"〜真夜中の文芸部〜 Rajio Bungaku Shōjo: Mayonaka no Bungeibu) alrededor de 52 episodios entre el 9 de enero de 2010 y el 1 de enero de 2011. El show era producido por Chō! A&G+ y Lantis Web Radio. Era emitido en línea semanalmente y estaba organizado por Kana Hanazawa, la voz de Tohko Amano en los CD de drama y las adaptaciones al anime.

### Anime
Una película de anime de 103 minutos titulada Book Girl fue producida por Production I.G, dirigida por Shunsuke Tada, y fue estrenada en los cines Japoneses el 1 de mayo de 2010. El fil fue producido en conmemoración del décimo aniversario Enterbrain. El film se estrenó en Blu-ray/DVD el 27 de agosto de 2010 por Pony Canyon. 
Jointo licencio la película para la Japan Weekend de Madrid en el año 2012, siendo una de las ventas, junto con las películas de Tengen Toppa Gurren-Lagann de dicha exposición. En diciembre de 2013 la distribuidora Yowu Entertainment anunció la adquisición de la licencia de la película para su distribución en Latinoamérica.
Una OVA llamada "El snack de hoy" de Book Girl: Primer Amor ("文学少女"今日のおやつ 〜はつ恋〜 Bungaku Shōjo Kyō no Oyatsu: Hatsuko) fue incluida con una edición limitada de la segunda historia aparte, Book Girl: El aprendiz de rompe corazones ("文学少女"見習いの、傷心 Bungaku Shōjo Minarai no, Shōshin) vendida el 26 de diciembre de 2009. La OVA fue producida por el mismo estudio que la película.
Tres OVAs cortas bajo el título colectivo Book Girl Memoria ("文学少女"メモワール Bungaku Shōjo Memowāru) fue producido para enseñar la prioridad de la puesta en escena de la película, estrenándose en intervalos semanales comenzando en mayo de 2010. Las OVAs cubren historias principalmente acerca de los personajes principales: Tohko Amano para el primer volumen., Miu Asakura por el segundo volumen, y Nanase Kotobuki para el tercer volumen. La OVA de Tohko titulada "Preludio para la chica durmiente" (夢見る少女の前奏曲(プレリュード) Yumemiru Shōjo no Prelude) fue enseñada entre el 15 y el 21 de mayo de 2010; un DVD que contenía la OVA fue estrenado el 25 de junio de 2010. La OVA de Miu titulada "El requiem del ángel bailarín del cielo" (ソラ舞う天使の鎮魂曲(レクイエム) Sora Mau Tenshi no Requiem) fue enseñada entre el 22 y 28 de mayo de 2010; un DVD conteniendo la OVA salió a la venta el 29 de octubre de 2010. La OVA de Nanase, titulada "La rapsodia de la doncella enamorada" (恋する乙女の狂想曲(ラプソディ) Koisuru Otome no Rhapsody) fue enseñada entre el 29 de mayo y el 4 de junio de 2010; el DVD salió en estrenó el 24 de diciembre de 2010.

### Música
El álbum titulada Bungaku Shōjo to Yumeutsutsu no Melody ("文学少女"と夢現の旋律 Book Girl and the Half Asleep Melody) fue estrenada en el Comiket nº76 el 14 de agosto de 2009 con canciones hechas por Annabel, CooRie, Eufonius, Masumi Ito, Kokia, y Kukui. El tema principal del álbum es "Haruka na Hibi" (遥かな日々 Distant Days) por Eufonius; el sencillo fue estrenado el 1 de mayo de 2010. La banda sonora original de la película llamada Musique du film, compuesto por Masumi Ito, fue estrenado por Lantis el 1 de mayo de 2010. El Opening de las tres OVAs cortas es "Musō Garden" (夢想庭園 Musō Gāden?, Garden of Dreams) hecho por CooRie; el sencillo fue estrenado el 7 de julio de 2010. El ending de la OVA "El preludio de la chica durmiente" es "Koto no Ha" (言の葉 Words) hecho por Kokia; la canción fue estrenada en el álbum Yumemiru shôjo no Prelude el 7 de julio de 2010. El ending de la OVA "Requiem del ángel bailarín del cielo" es "Aozora no Muko" (青空の向こう) hecho por Masumi Ito; la canción fue estrenada en el álbum Sora Mau Tenshi no Requiem el 27 de octubre de 2010. El ending de la OVA "La rapsodia de la doncella enamorada" es "Hidamari Hakusho" (陽だまり白書) hecho por CooRie; la canción fue estrenada en el álbum Koisuru Otome no Rhapsody el 26 de enero de 2011.

## Recepción
El Manichi Shimbun reportó en mayo de 2010, más de 1'6 millones de copias de las novelas ligeras vendidas en Japón. La serie de novelas ligeras había alcanzado puestos en la guía de novelas ligeras de Takarajimasha Kono Light Novel ga Sugoi! publicada anualmente: octava en 2007, tercera en 2008 y 2010, primera en 2009, y sexta en 2011. En la votación de 2009 en la guía, Tohko Amano fue votada como la n.º 1 de los personajes femeninos de novelas ligeras. En los premios de novelas ligeras de Kadokawa Shoten hecha en 2007, Book Girl y el mimo suicida ganó un premio en la categoría de misterio.
En un análisis de la primera novela ligera Book Girl y el mimo suicida hecha por Anime News Network por el escritor Carlo Santos, el autor Mizuki Nomura era citado como "demasiado ambicioso" por su uso de distintos géneros de formas de contar la historia, como el uso del misterio, la comedia que llevan los personajes, y la literatura japonesa del siglo XX. Santos denota como esos sujetos, mientras están presentes, no son expuestos, y diferentes puntos de la historia quedan muy abiertos (porque hay más novelas). La porción asesinato-misterio está descrita como ser "escrita embarazosamente", mientras lees máscomo "resumen de la historia más que diálogo actual". El analista hace comparaciones con la serie de novelas ligeras Haruhi Suzumiya, en cómo Kyon y Haruhi Suzumiya son similares a los personajes principales Konoha Inoue y Tohko Amano de la serie Book Girl. Santos además nota cómo la comedia llevada por los personajes es similar en el estilo que se usó en la serie de novelas de Haruhi Suzumiya.